# Hoțul din Bagdad (film din 1952)
Hoțul din Bagdad (în germană Die Diebin von Bagdad) este un film de comedie muzicală din Germania de Vest din 1952 regizat de cehul Karel Lamač și cu actorii Theo Lingen⁠(d), Paul Kemp⁠(d), Sonja Ziemann și Rudolf Prack⁠(d) în rolurile principale. Nu este o refacere a filmului cu același nume din 1940, ci o comedie despre trucurile magice ale unui hoț din Bagdadul Vechi. A fost produs de studiourile Bendestorf din Saxonia Inferioară. Decorurile filmului au fost proiectate de regizorii artistici Heinrich Beisenherz⁠(d) și Alfred Bütow⁠(d).

## Distribuție
- Sonja Ziemann -- Fatme, die Diebin von Bagdad
- Rudolf Prack⁠(d) -- Achmed
- Paul Kemp⁠(d) -- Kalif Omar
- Theo Lingen⁠(d) -- Hadschi
- Fita Benkhoff⁠(d) -- Suleika
- Hubert von Meyerinck⁠(d) -- Hussa Hussa
- Fritz Odemar⁠(d) -- Ibrahim
- Carl Voscherau⁠(d) -- Sandu, Eunuc
- Walter Giller⁠(d) -- Ommar
- Kurt Rackelmann -- Hassan
- Kurt Fuß -- Halef, Diener des Kalifen
- Hans Juergen Weidlich -- Amento, Diener des Kalifen
- Joachim Rake -- Prinz Ali
- Kurt A. Jung -- Mansor
- Horst von Otto -- Selim
- Horst Beck -- Arzt
- Liselotte Malkowsky⁠(d) -- Cântăreț